# Intel Xe
Intel Xe (estilitzat com Xe i pronunciat com a dues lletres separades, abreviatura de "eXascale for everyone"), abans conegut extraoficialment com Gen12, és una arquitectura de GPU desenvolupada per Intel.
Intel Xe inclou una nova arquitectura de conjunt d'instruccions. La família de GPU Xe consta d'una sèrie de microarquitectures, que van des d'integrades/baixa potència (Xe-LP), fins a jocs entusiastes/alt rendiment (Xe-HPG), centre de dades/alt rendiment (Xe-HP) i alt rendiment. informàtica (Xe-HPC).

## Història
El primer intent d'Intel d'una targeta gràfica dedicada va ser l'Intel740, llançat el febrer de 1998. L'Intel740 es va considerar que no tenia èxit a causa del seu rendiment que era inferior a les expectatives del mercat, fet que va fer que Intel deixés de desenvolupar futurs productes gràfics discrets. Tanmateix, la seva tecnologia va viure a la línia Intel Extreme Graphics. Intel va fer un altre intent amb l'arquitectura Larrabee abans de cancel·lar-la el 2009; aquesta vegada, la tecnologia desenvolupada es va utilitzar al Xeon Phi, que es va suspendre el 2020.
L'abril de 2018, es va informar que Intel estava reunint un equip per desenvolupar unitats de processament de gràfics discrets, dirigides tant als centres de dades com al mercat de jocs per a PC i, per tant, competitiu amb productes tant de Nvidia com d'AMD. Els rumors que recolzaven l'afirmació incloïen que l'empresa tenia vacants per a més de 100 llocs de treball relacionats amb els gràfics i que havia assumit l'antic líder de Radeon Technologies Group (AMD) Raja Koduri a finals de 2017; es va informar que el nou producte tenia el nom en clau "Arctic Sound". Es va informar que el projecte inicialment s'havia dirigit a xips de transmissió de vídeo per a centres de dades, però el seu abast s'ha ampliat per incloure GPU d'escriptori.
El juny de 2018, Intel va confirmar que tenia previst llançar una GPU discreta el 2020.
Es va informar que la primera GPU "Xe" discreta funcional, amb el nom en clau "DG1", va començar a provar-se l'octubre de 2019.
Segons un informe d' Hexus a finals de 2019, una GPU discreta es llançaria a mitjans de 2020; També s'esperaven productes combinats de GPU/CPU (GPGPU) per a aplicacions de centre de dades i conducció autònoma. S'esperava que el producte es construïs inicialment en un node de 10 nm (amb productes de 7 nm el 2021) i utilitzés la tecnologia d'embalatge d'apilament de matrius Foveros d'Intel (vegeu apilament de matrius 3D). Durant el 2020, les primeres GPU es van llançar amb el nom d'Intel Iris Xe Max, integrant-se en els processadors Intel Core d'11a generació (nom en clau " Tiger Lake " i " Rocket Lake "), seguits el 2021 per la targeta Iris Xe DG1., exclusiu per als fabricants OEM d'Intel. Finalment, i després d'alguns retards, el llançament al detall d'aquestes primeres targetes gràfiques discretes de la companyia en més de 20 anys, conegudes com la sèrie Intel Arc, es produiria durant el 2022.

## Arquitectura
Intel Xe amplia la revisió microarquitectònica introduïda a la Gen 11 amb un refactor complet de l'arquitectura del conjunt d'instruccions. Tot i que Xe és una família d'arquitectures, cada variant té diferències significatives entre si, ja que es fan tenint en compte els seus objectius. La família de GPU Xe consta de subarquitectures Xe-LP, Xe-HP, Xe-HPC i Xe-HPG.
A diferència de les unitats de processament gràfics anteriors d'Intel que utilitzaven la Unitat d'execució (UE) com a unitat de càlcul, Xe-HPG i Xe-HPC utilitzen el Xe-core. Això és similar a un subslice Xe-LP. Un nucli Xe conté unitats lògiques aritmètiques vectorials i matricials, que s'anomenen motors vectorials i matricials. Altres components inclouen la memòria cau L1 i un altre maquinari.